# Fadrique Alfonso van Castilië

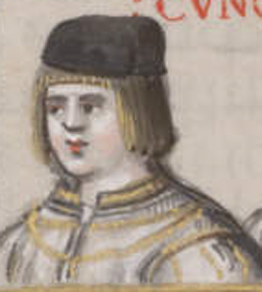
Fadrique Alfonso van Castilië

Fadrique Alfonso van Castilië (Sevilla, 1333 — aldaar, 29 mei 1358), ook genoemd Fadrique de Trastámara, eerste heer van Haro, 25e meester van de Orde van Santiago, was een Spaans edelman.
Fadrique van Trastamara was het vierde kind uit de buitenechtelijke relatie tussen koning Alfons XI van Castilië en diens maîtresse Leonor Núñez de Guzmán.
Na de dood van Alfons XI maakten zowel de broer van Fadrique, Hendrik van Trastámara, als een halfbroer, Peter I van Castilië, aanspraak op de troon. Peter I, bijgenaamd Peter de Wrede, was een zoon uit het huwelijk tussen Alfons XI en diens vrouw Maria van Portugal, en daarmee de wettige erfgenaam van de troon. Hendrik wist zich gesteund door een groot deel van de Spaanse adel en was populair bij het volk, en zocht bovendien hulp bij het Franse en Portugese koningshuis. Peter vond steun bij een deel van de rijke Joodse gemeenschap en bij de rijkere burgers in de steden en zocht een bondgenootschap met Engeland.
In 1352 sloot Peter de Wrede vrede met zijn halfbroers Hendrik II, Fadrique en Tello van Trastámara, alle drie zonen uit de verhouding van Alfons XI van Castilië en Leonor Núnez de Guzmán. Hendrik ontving in ruil hiervoor land en onroerend goed. Fadrique kreeg de titel van Maestre de Santiago (Meester van de Orde van Santiago de Compostela), en Tello wordt heer van Biskaje.
In 1353 droeg Peter deze broers op de grenzen met Portugal te bewaken, maar in plaats daarvan probeerden deze een bondgenootschap te sluiten met de koning van Portugal en met Juan Alonso de Alburquerque. Peter ontdekte de samenzwering en verving daarop Fadrique als Heer van Santiago voor Juan García de Villagera. Dit tegen de zin van de ridders van de Orde van Santiago. Vervolgens bood Peter hem een belangrijke positie aan het Hof van Castilië aan. Fadrique weigerde echter en trok naar Talavera de la Reina om daar zijn troepen te reorganiseren.
Door bemiddeling van Juan Fernández de Henestrosa was Peter desondanks bereid zijn halfbroer te vergeven, maar Fadrique ging niet op de verzoeningspogingen in. Wél heroverde hij voor Castilië de vesting van Jumilla, die door Ferdinand van Aragón was ingenomen. In 1358 nodigde Peter zijn broer uit om hem in Sevilla op te zoeken. Hij werd toen door Peter gevangengenomen en op 29 mei werd Fadrique in opdracht van Peter vermoord. Ook broer Tello werd achtervolgd maar wist te ontsnappen. Broers Juan en Pedro de Trastámara worden later in 1359 in Bilbao in opdracht van Peter de Wrede vermoord.

## Nageslacht
Johanna Enríquez, de moeder van koning Ferdinand II van Aragon (1425 - 1468), was een achterkleinkind van Fadrique.
Uit zijn nageslacht komt de machtige lijn van de familie Enríquez voort.
Met Paloma, een kleindochter van Shlomo Ha-Zaken:
- Alfonso Enríquez (1354 - 1429), Heer van het hertogdom Medina de Rioseco, later getrouwd met Juana de Mendoza (1360 - 24 januari 1431)

Met Leonor de Angulo:
- Pedro Enríquez de Castilla (1355 - Orense, 1400), 1e graaf van Trastámara in 1385 getrouwd met Isabel de Castro (1360 - ?)
- Leonor Enríquez de Castilla (1357 - ?), getrouwd met Diego Gómez Sarmiento, maarschalk van Castilië (1355 - 14 augustus 1385)

## Voorouders
| Voorouders van Fadrique Alfonso van Castilië | Voorouders van Fadrique Alfonso van Castilië                               | Voorouders van Fadrique Alfonso van Castilië                               | Voorouders van Fadrique Alfonso van Castilië                               | Voorouders van Fadrique Alfonso van Castilië                               | Voorouders van Fadrique Alfonso van Castilië                            | Voorouders van Fadrique Alfonso van Castilië                            | Voorouders van Fadrique Alfonso van Castilië                            | Voorouders van Fadrique Alfonso van Castilië                            |
| -------------------------------------------- | -------------------------------------------------------------------------- | -------------------------------------------------------------------------- | -------------------------------------------------------------------------- | -------------------------------------------------------------------------- | ----------------------------------------------------------------------- | ----------------------------------------------------------------------- | ----------------------------------------------------------------------- | ----------------------------------------------------------------------- |
| Overgrootouders                              | Sancho IV of Castilië (1258-1295) ∞ Maria van Molina (1265-1321)           | Sancho IV of Castilië (1258-1295) ∞ Maria van Molina (1265-1321)           | Dionysius van Portugal (1261-1325) ∞ Elisabeth van Aragón (1271-1336)      | Dionysius van Portugal (1261-1325) ∞ Elisabeth van Aragón (1271-1336)      | Alvar Perez de Guzman (-) ∞ Maria González Girón (-)                    | Alvar Perez de Guzman (-) ∞ Maria González Girón (-)                    | Fernan Perez Ponce de León (–1291) ∞ Urraca Gutiérrez de Meneses (–)    | Fernan Perez Ponce de León (–1291) ∞ Urraca Gutiérrez de Meneses (–)    |
| Grootouders                                  | Ferdinand IV van Castilië (1285-1312) ∞ Constance van Portugal (1290–1313) | Ferdinand IV van Castilië (1285-1312) ∞ Constance van Portugal (1290–1313) | Ferdinand IV van Castilië (1285-1312) ∞ Constance van Portugal (1290–1313) | Ferdinand IV van Castilië (1285-1312) ∞ Constance van Portugal (1290–1313) | Pedro Núñez de Guzmán (-) ∞ Beatriz Ponce de León (-)                   | Pedro Núñez de Guzmán (-) ∞ Beatriz Ponce de León (-)                   | Pedro Núñez de Guzmán (-) ∞ Beatriz Ponce de León (-)                   | Pedro Núñez de Guzmán (-) ∞ Beatriz Ponce de León (-)                   |
| Ouders                                       | Alfons XI van Castilië (1311-1350) ∞ Leonor Núñez de Guzmán (1310–1351)    | Alfons XI van Castilië (1311-1350) ∞ Leonor Núñez de Guzmán (1310–1351)    | Alfons XI van Castilië (1311-1350) ∞ Leonor Núñez de Guzmán (1310–1351)    | Alfons XI van Castilië (1311-1350) ∞ Leonor Núñez de Guzmán (1310–1351)    | Alfons XI van Castilië (1311-1350) ∞ Leonor Núñez de Guzmán (1310–1351) | Alfons XI van Castilië (1311-1350) ∞ Leonor Núñez de Guzmán (1310–1351) | Alfons XI van Castilië (1311-1350) ∞ Leonor Núñez de Guzmán (1310–1351) | Alfons XI van Castilië (1311-1350) ∞ Leonor Núñez de Guzmán (1310–1351) |
| Fadrique Alfonso van Castilië (1333-1358)    |                                                                            |                                                                            |                                                                            |                                                                            |                                                                         |                                                                         |                                                                         |                                                                         |